# Benjamin Lowy
Pour les articles homonymes, voir Lowy.
Benjamin Lowy est un photographe contemporain, photographe de guerre et un photojournaliste américain, né en juin 1979 à New York.

## Biographie
Diplômé des Beaux-Arts de l'université Washington de Saint-Louis, Benjamin (appelé souvent Ben) Lowy commence sa carrière de photojournaliste en couvrant la guerre en Irak en 2003. Il est alors âgé de 24 ans. Il n'a cessé depuis d'y retourner et a couvert d'autres conflits majeurs en Afghanistan, à Haïti, au Soudan…

De ses séjours en Irak, il dira : « La plupart des gens n’ont jamais vu ou vécu les conséquences d’une guerre. Confronté à un niveau de violence si élevé qu’il est impossible de marcher dans les rues, je me suis retrouvé contraint de rester avec l’armée américaine et de photographier à travers les épaisses vitres pare-balles des Humvee ».

En 2004, il a pris part à la Joop Swart Masterclass de World Press Photo.

Ses travaux réalisés en Irak, au Darfur, et en Afghanistan sont temporairement exposés (dont au Tate Modern, au MOMA de San Francisco, à l'Hôtel des Invalides, les Rencontres d'Arles…)  ou sont entrés dans les collections de nombreuses galeries. Son travail sur le Darfour a été utilisé pour la campagne de sensibilisation de l'association Save Darfur Coalition.
Ben Lowy est membre de l'Agence VII.

## Récompenses
- 2012, ICP Infinity Award du photojournalisme
- 2007, World Press Photo, catégorie Portraits (2e Prix, stories)
- 2009, Pictures of the Year International (POYi)

## Expositions
- Musée des beaux-arts de Houston, États-Unis, 2012
- SNAP[2]! Orlando, États-Unis, 2012
- CONTACT Photo Festival, Toronto, Canada, 2012
- Periscopio, War and Peace, Basque, Espagne, 2012
- KlompChing Gallery, The Architecture of Space, New York, 2012